# James Kallstrom
James Keith Kallstrom (Worcester, 6 de mayo de 1943-Fairfield, 3 de julio de 2021), fue un militar estadounidense y agente del Federal Bureau of Investigation (FBI) que se desempeñó como subdirector a cargo de su oficina de campo en Nueva York. Se destacó por encabezar la investigación criminal sobre el accidente del Vuelo 800 de TWA en 1996.

## Inicios
Nació en Worcester, Massachusetts, el 6 de mayo de 1943. Su padre fue un trompetista durante la era del swing y posteriormente trabajó como vendedor de automóviles; su madre trabajaba como enfermera. Estudió en la Universidad de Massachusetts Amherst, obteniendo una Licenciatura en Administración de Empresas en 1966. Se unió a la Infantería de Marina de los Estados Unidos ese mismo año, y finalmente ascendió al rango de capitán. Sirvió en dos giras en la Guerra de Vietnam.

## Carrera profesional
Trabajó durante veintisiete años en el FBI desde febrero de 1970 hasta el 31 de diciembre de 1997, y fue descrito como un experto en escuchas telefónicas. Durante su carrera, fue uno de los principales defensores de la expansión del poder de las escuchas telefónicas a través de la Ley de Asistencia en Comunicaciones para la Aplicación de la Ley (CALEA). Dirigió la división de operaciones especiales en la oficina de campo de la Oficina en Nueva York. Más tarde se convirtió en subdirector a cargo de la oficina en 1995, cargo que ocupó hasta su jubilación dos años después. Dirigió la investigación sobre la explosión en 1996 del Vuelo 800 de TWA. También fue un agente supervisor en la investigación de Nueva York de la red criminal Cosa nostra que resultó en el Juicio de la Comisión de la Mafia de 1985-1986. 
Dejó el sector público para trabajar en el sector privado en la industria financiera a partir de 1998. Después de los ataques del 11 de septiembre de 2001, regresó al sector público para dirigir la Oficina de seguridad pública del Estado de Nueva York. 
Fue el anfitrión del programa de Discovery Channel Los archivos del FBI hasta que fue cancelado en 2006.

## Vida personal
Estuvo casado con Susan Kallstrom durante 50 años hasta su muerte. Juntos tuvieron dos hijos, Erika y Kristél. 
Falleció el 3 de julio de 2021, en su casa en Fairfield, a los setenta y ocho años, por una enfermedad poco común de cáncer de sangre.